# قلاتوية (أبشور)
قلاتوية (بالفارسية: قلاتویه) هي قرية تقع في إيران في ناحية فورغ. يقدر عدد سكانها بـ 1,568 نسمة .